# 七夕ミュージアム
七夕ミュージアム（たなばたミュージアム）は、宮城県仙台市若林区にある七夕の博物館・常設展示館。

## 概要
笹かまぼこなどを製造する鐘崎が運営している施設「笹かま館」に併設されている。
日本の伝統文化として継承されてきた七夕（和紙で造られた華麗な七夕飾り）を祭りの期間中だけではなく、映像の演出と共にいつでも見られるように整備された施設で、七夕飾り作りの体験教室も開催している。 
館内には、現在の七夕飾りだけではなく、藩政期や明治・大正時代の貴重な七夕飾りも再現してあり見て触ることもできまる。
現在のまつりではほとんど見ることのできない、紐を引いて人形を動かす「仙台仕掛けもの」の展示物も実際に動かすことができる。
予約が必要だが仙台七夕飾り手作り体験も可能。

## 館内展示
- 七夕飾り - 仙台特有のものなど
- 仙台七夕の歴史解説[2] - 藩政期、明治期、大正期、昭和、現代

## 案内

### 入場料
- 全館入場無料

### 営業時間
- 10：00 - 18：00

### 駐車場
- 普通車28台 無料

### 車いすの貸し出し
- 2台 無料

### 授乳室
- あり 無料

## アクセス
- 仙台駅西口より「東部工場団地」行きバスで、「卸町東五丁目北」下車徒歩1分
- 仙台駅前より車で20分
- 仙台宮城ICより車で40分
- 仙台南ICより車で30分
- 仙台東部道路仙台東ICより車で5分